# Bernhard Tollens
Bernhard Christian Gottfried Tollens (Hamburgo, 30 de julho de 1841 — Göttingen, 31 de janeiro de 1918) foi um químico alemão, que se debruçou principalmente sobre a química e estrutura das moléculas de açúcar. Tollens ensinou durante um curto período no Laboratório Químico da Universidade de Coimbra.

## Vida e obra
Tollens foi um químico agrícola, professor honorário da Universidade de Göttingen e desenvolveu uma forma especial das fórmulas de anel para o açúcar, que derivou da projeção de Fischer, designadas por fórmulas de Tollens.
Nos compêndios de química orgânica, as fórmulas de Tollens foram mais tarde substituídas pelas fórmulas de anel de Walter Norman Haworth.
O chamado Reagente de Tollens é uma mistura de 10% de nitrato de prata e 10% de hidróxido de sódio em solução aquosa com amônia. Essa solução serve para comprovar a presença de aldeídos. A reação do reagente de Tollens com aldeído é chamada popularmente de 'teste do espelho de prata', pois precipita Ag metálica no fundo do recipiente.
Um outro Reagente de Tollens, serve para detectar pentoses. Ele compõe-se de floroglucina (1,3,5-Trihidroxibenzol) e ácido clorídrico e origina um precipitado violeta.
O reagente de naftoresorcina desenvolvido por Tollens consegue detectar glucuronato na urina.

## Principais publicações
- Paul Ehrenberg, Bernhard Baule (editores): Einfache Versuche für den Unterricht in der Chemie. Für agrikultur-chemische Laboratorien zusammengestellt. Berlim 1878, 2ª edição 1894, 3ª edição 1905, 4ª revista e edição presumida, ibid. 1920, 5ª edição, ibid. 1927.
- Kurzes Handbuch der Kohlenhydrate. Breslau 1888; 2ª edição, ibid. 1895, 3ª edição, Leipzig 1914, 4ª revista Edição de Horst Elsner, ibid. 1935.